# فردریک ششم
فردریک ششم (دانمارکی: Frederik den Sjette، ۲۸ ژانویه ۱۷۶۸ تا ۳ دسامبر ۱۸۳۹) از ۱۳ مارس ۱۸۰۸ تا ۳ دسامبر ۱۸۳۹ پادشاه دانمارک بود و از ۱۳ مارس ۱۸۰۸ تا ۷ فوریه ۱۸۱۴ پادشاه نروژ بود. از ۱۷۸۴ و طیِ بیماری روانی پدرش به عنوان نایب السلطنه خدمت می‌کرد.
دانشگاه اسلو در اسلو به افتخار وی نامگذاری شده است.